# Graduation (Friends Forever)
Graduation (Friends Forever) è un singolo della cantante statunitense Vitamin C, pubblicato il 7 marzo 2000 come terzo e ultimo estratto dal primo album in studio Vitamin C.
Il brano è scritto dalla stessa cantante assieme a Josh Deutsch.

## Tracce
CD (Stati Uniti)
1. Graduation (Friends Forever) (LP Version) – 5:40
2. Me, Myself & I (Pablo Flores' Miami Mix - Radio Edit) – 4:38
3. Me, Myself & I (Jonathan Peters Radio Edit) – 4:00

CD (Europa)
1. Friends Forever (Graduation) (Edit) – 4:26
2. Friends Forever (Graduation) (LP Version) – 5:40

## Classifiche

### Classifiche settimanali
| Classifica (2000) | Posizione massima |
| ----------------- | ----------------- |
| Australia         | 2                 |
| Irlanda           | 4                 |
| Nuova Zelanda     | 21                |
| Stati Uniti       | 38                |
| Svezia            | 13                |

### Classifiche di fine anno
| Classifica (2000) | Posizione |
| ----------------- | --------- |
| Australia         | 13        |